# Femfingret akebia
Femfingret akebia (Akebia quinata) er en løvfældende (i milde vintre: vintergrøn) lian med en højtslyngende vækst. 

## Beskrivelse
Barken er først lysegrøn og hårløs. Senere bliver den rødbrun med lysebrune korkporer, og til sidst får gamle grene en mørkegrå bark med hvide korkporer. nopperne er spredtstillede, butte og lysegrønne. Bladene er femfingrede med langstilkede og helrandede småblade. Småbladene er ovale med græsgrøn overside og lysegrøn underside. 
Blomstringen sker i maj, hvor man finder blomsterne siddende i små klaser fra bladhjørnerne. De enkelte blomster er 5-tallige og uregelmæssige på den måde, at de nederste blomster i klasen er rent hunlige, mens de øverste er rent hanlige. De hunlige blomster er violetbrune, mens de hanlige er lyserøde. Frugterne er blålige, tykke bælge, der revner ved modenhed og afslører de mange, slimdækkede frø.
Rodnettet består af dybtgående og vidt udbredte hovedrødder og tæt forgrenede finrødder. 

Højde x bredde og årlig tilvækst: 6,00 x 1,00 m (50 x 15 cm/år). I naturen dog ofte betydeligt højere.

## Voksested
Femfingret akebia hører hjemme i Kina, Korea og Japan, hvor den findes i krat og bjergskove. 
I ca. 700 m højde på Naejang-bjerget på grænsen mellem Nord- og Sydjeolla provinserne i Sydkorea findes arten sammen med bl.a. ellebladet røn, fliget kranstop, japansk styraks, jordstar, Lindera erythrocarpa (en art af sommerlaurbær), Quercus mongolica (en art af eg), rådhusvin, sieboldask, silkerosentræ, Viburnum wrightii (en art af kvalkved) og Vitis thunbergii (en art af vin)
| Portal | Portal:Botanik |

## Note
1. ↑  Eanet: Soil and vegetation monitoring Arkiveret 5. marts 2015 hos  Wayback Machine (engelsk)